# Evangelický kostel (Krabčice)
Evangelický kostel v Krabčicích je pseudorenesanční (podle některých zdrojů však pseudorománská) stavba postavená v roce 1885. Jejím předchůdcem byl kostel, jehož základní kámen byl položen 29. března 1790 a vysvěcen byl již 3. října 1790. Stavba však již nestojí. S ohledem na stoupající počty věřících v obci a v okolí byl postaven kostel současný, který je chráněn jako kulturní památka České republiky.
Před kostelem se na žulovém balvanu nachází deska k památce mistra Jana Husa z roku 1915.

## Popis současného kostela
Kostel je zděná stavba s obdélníkovým půdorysem o rozměrech 34 × 16 metrů. Nad vstupem je situovaná čtyřboká věž, jíž je možné zahlédnout ze vzdálenosti až 20 km. V průčelí kostela jsou zapuštěné sloupy a nad nimi se klene štít ve tvaru trojúhelníka, v němž je nápis „Pravda Páně vítězí“. V bočních stranách kostela jsou pilastry a okna ozdobená volutovými klenáky.
Ve věži kostela jsou umístěny zvony. Finance na výstavbu kostela a zvonů pocházely z darů sedláků, a to jak místních, tak z okolních obcí. Během shromažďování finanční hotovosti byli dárci vždy oznamováni během nedělních bohoslužeb a ti se tak vzájemně předháněli, kdo věnuje na výstavbu kostela více financí.

## Galerie

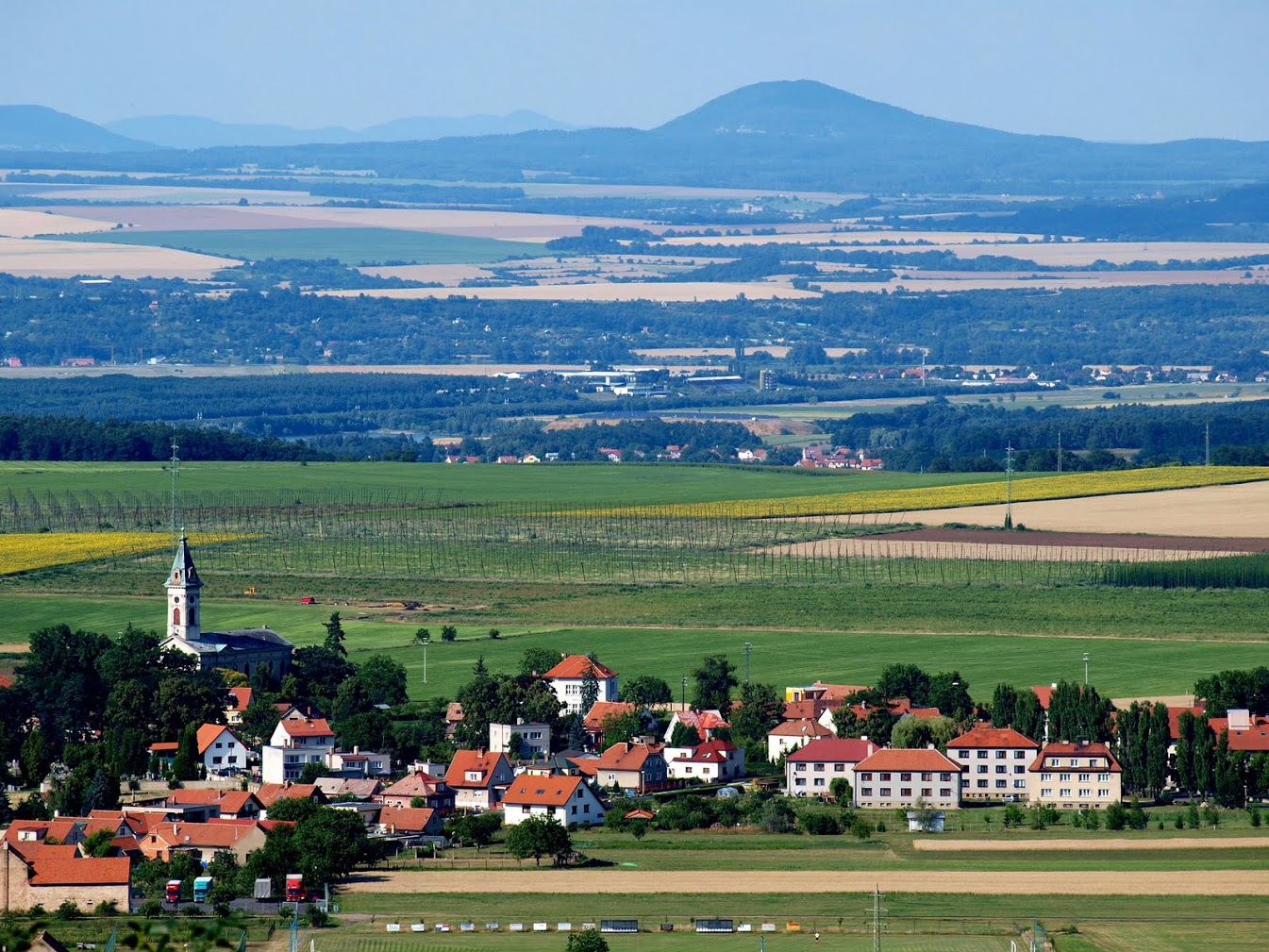
Pohled na kostel z roudnické vyhlídky na Řípu
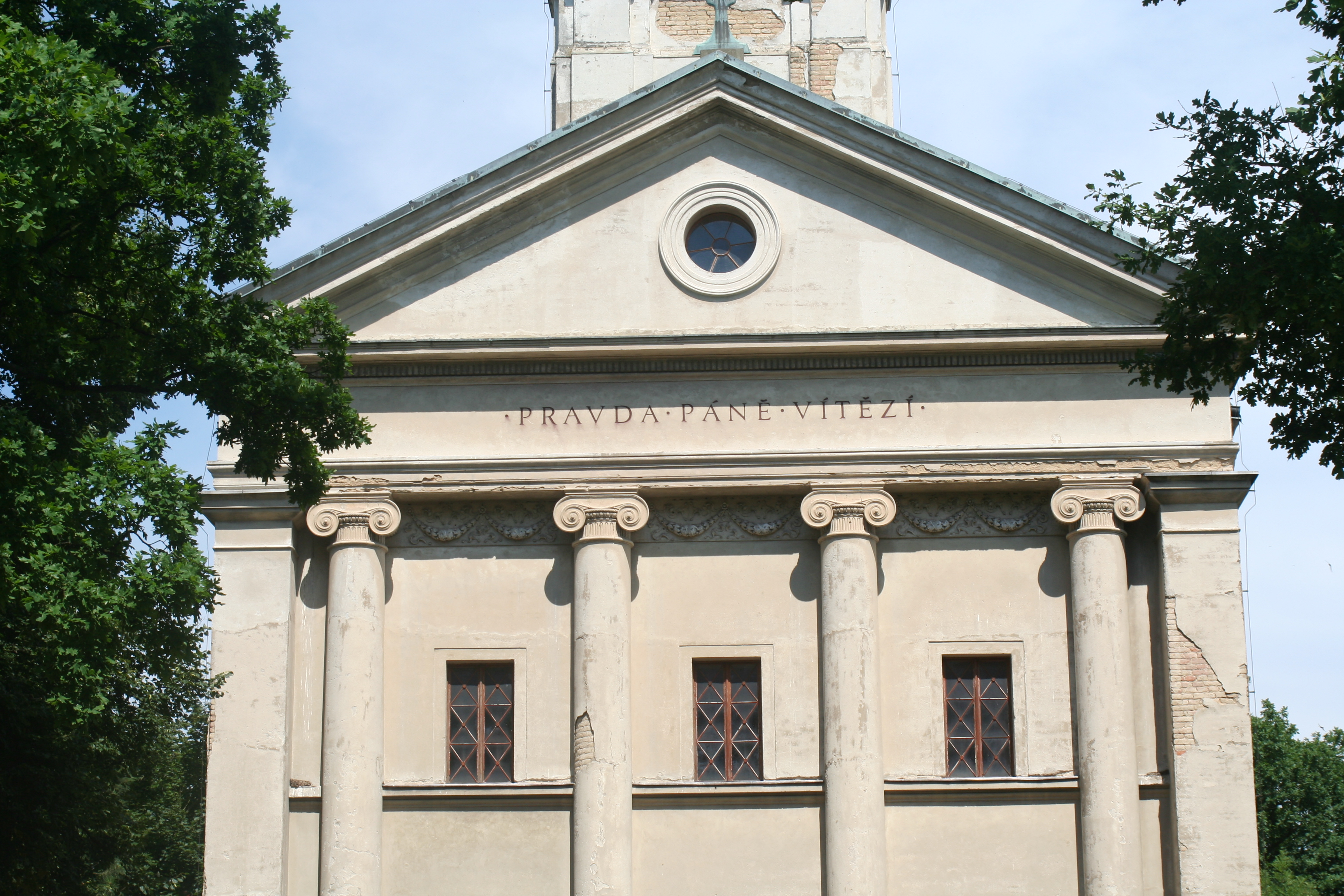
Detail průčelí
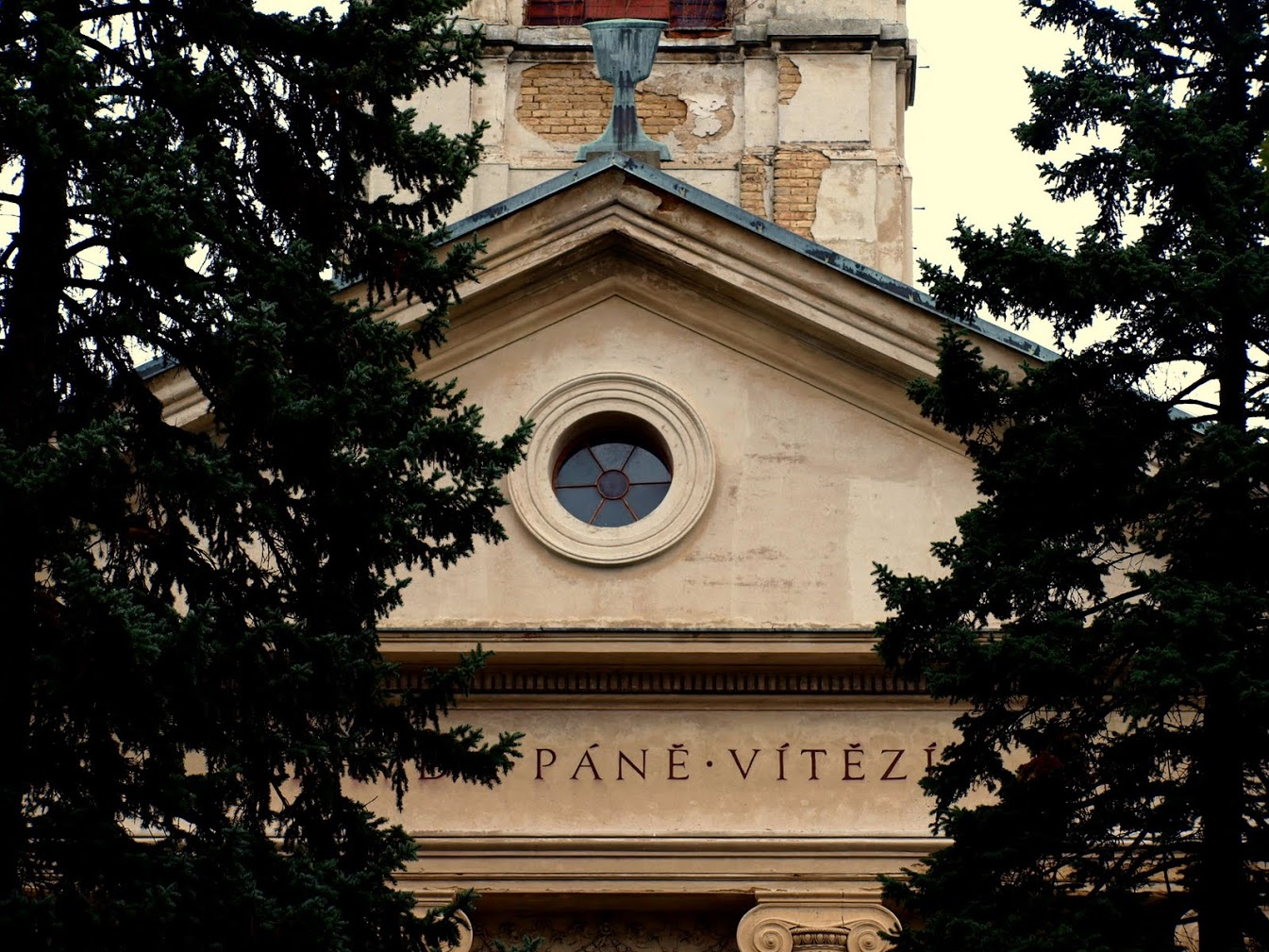
Detail okna v tympanonu
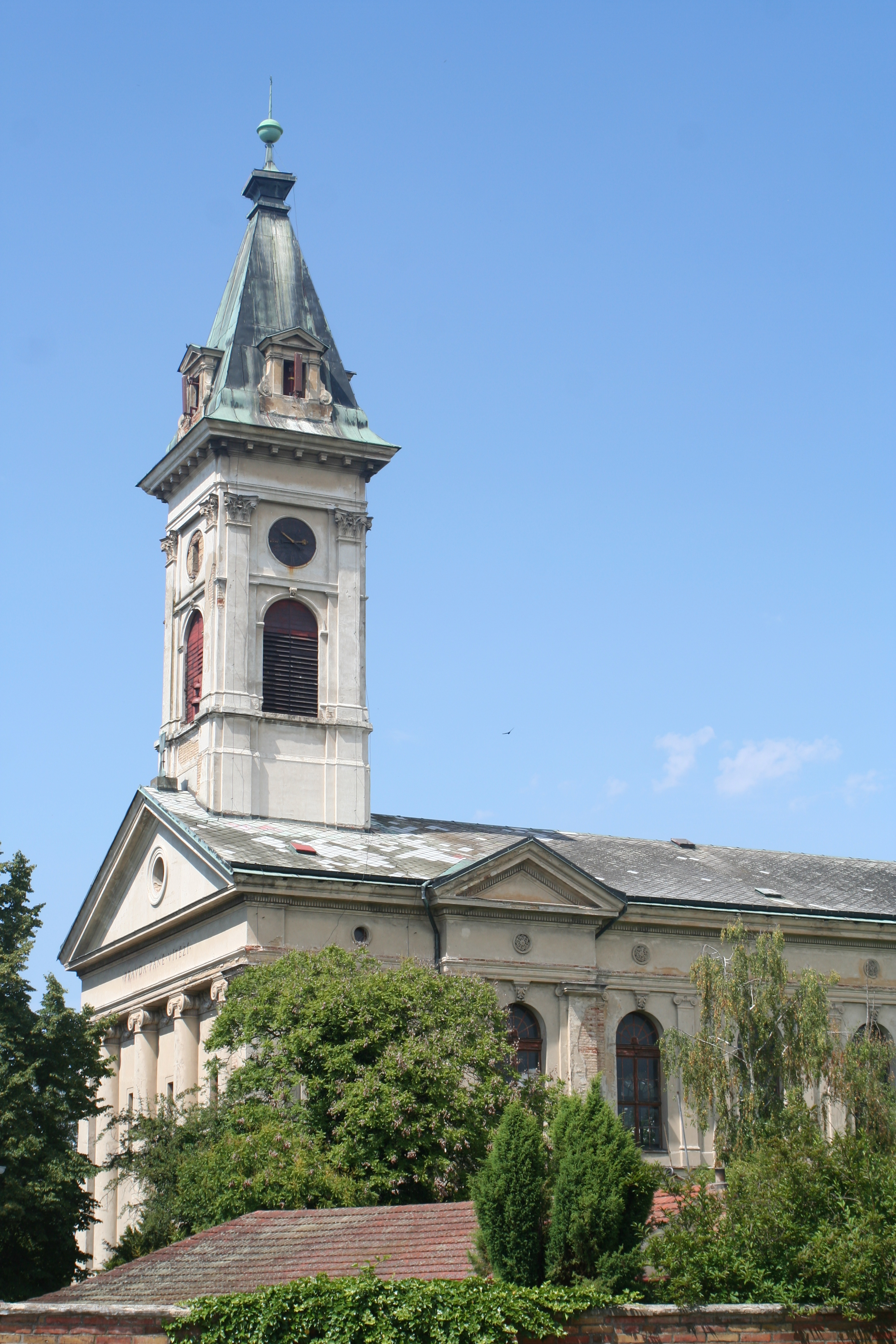
Detail věže
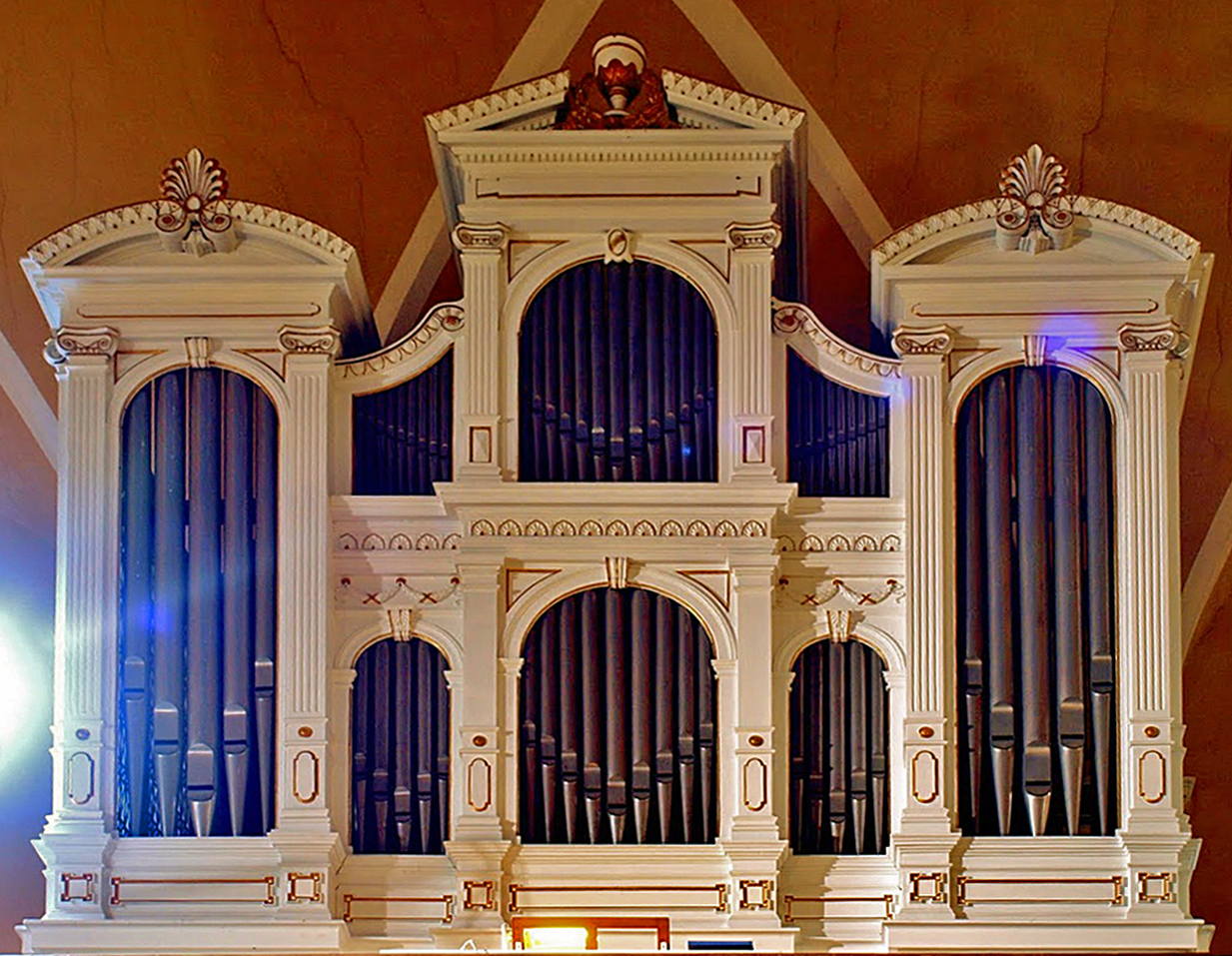
Varhany v kostele
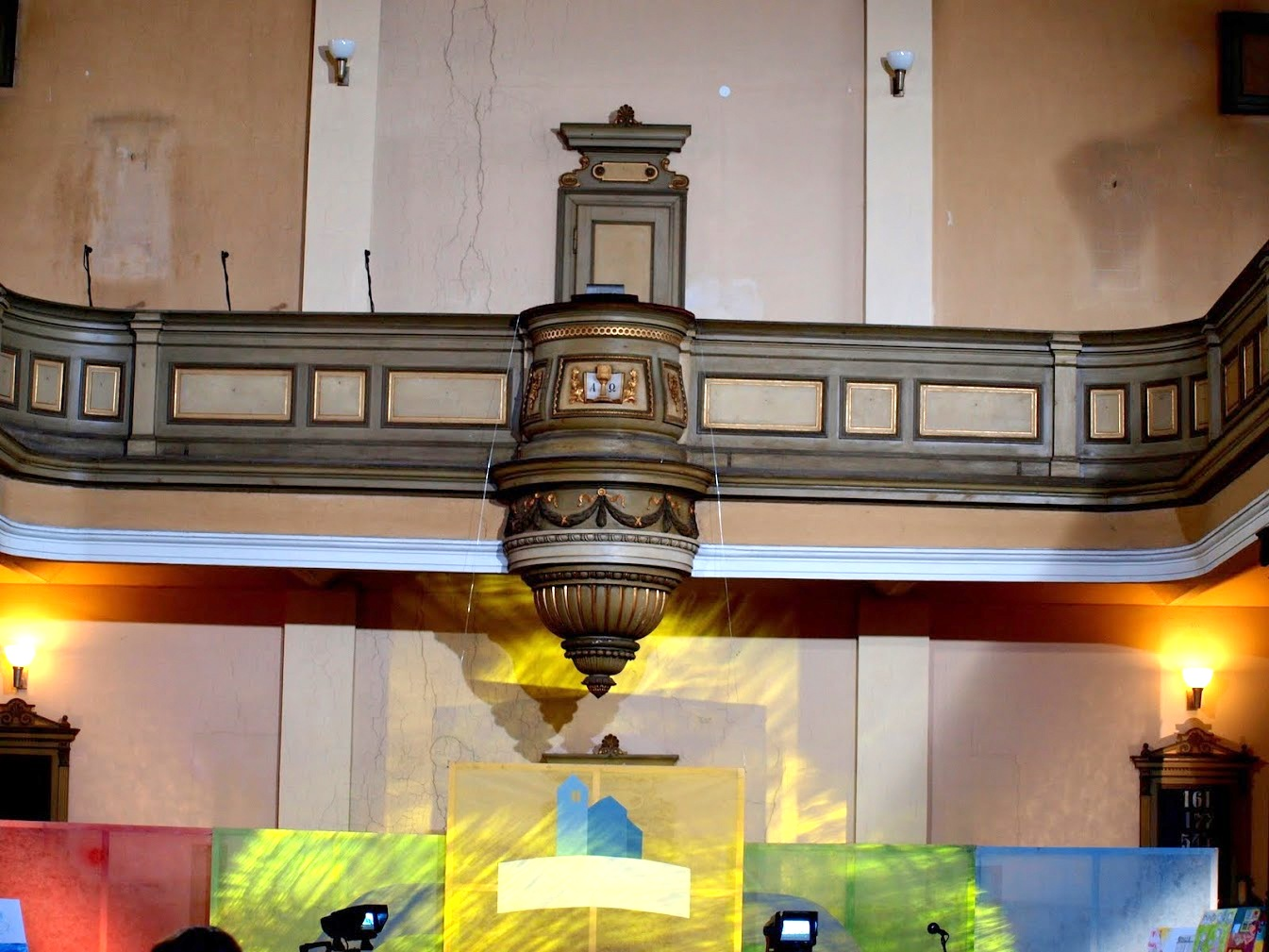
Ochoz kostela